# Иверны

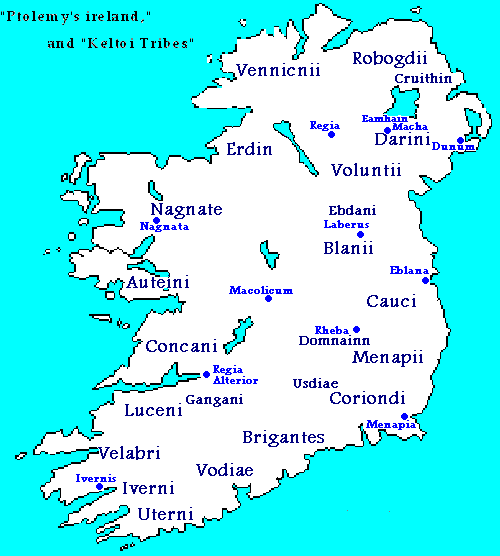
Кельтские племена в Ирландии согласно «Географии» Птолемея

Иверны, греч. Ἰούερνοι — один из древних народов Ирландии. Впервые упоминается во 2 в. в «Географии» Птолемея как обитающий на крайнем юго-западе Ирландии. Птолемей также упоминает на их территории город под названием Ивернис (греч. Ἰουερνίς, Iouernis), и отмечает, что название города родственно названию «всей страны», Ивернии (Ἰουερνία, Iouernia).
Историки обычно идентифицируют ивернов с эринами, ирл. Érainn, Éraind, Érnai, Érna, — народностью, проживавшей в Манстере и в других частях Ирландии в раннем Средневековье, от названия которой происходит название Ирландии. Доисторические королевские династии эринов известны под названием Dáirine.

## Раннее Средневековье
В раннеирландских генеалогиях эрины обычно рассматриваются как народ, отличный от лагинов и круитни. По-видимому, эрины играли важную роль в дописьменный период, однако уже в раннеисторический период занимали маргинальное положение, за исключением династии правителей Осрайге. Наиболее важные из манстерских эринов, Corcu Loígde, сохраняли некоторое влияние даже после того, как их былое влияние свела на нет династия Эоганахтов в VII—VIII веках.

## Споры о происхождении
В начале XX века среди кельтологов была широко распространена точка зрения, что иверны представляли собой остаток докельтского населения, завоёванного гойделами и перешедшего на их язык. Т. Ф. О'Райли отождествлял эринов с мифологическим народом Фир Болг и одновременно с историческими белгами, обитавшими в Галлии и Британии. О’Райли предполагал, что белги мигрировали в Ирландию из Британии. Он считал относящимся к ивернам и одновременно белгским по происхождению (то есть относящимся к бретонской подгруппе кельтских языков) язык, который в ряде ранних источников носит название Iarnnbélrae, Iarnbélrae, Iarmbérla, то есть «железная речь» по-староирландски. Ирландский Глоссарий Кормака 9 века описывает «железную речь» как недавно вымерший язык, весьма «запутанный и сложный», и упоминает два слова, происходящих из него В исторический период, однако, эрины говорили на гойдельском языке, о чём свидетельствуют огамические надписи, изобилующие в графствах Корк и Керри.